# Rebo (personaggio)
Rebo è un personaggio dei fumetti creato da Cesare Zavattini ed esordito negli anni trenta in una serie di storie di genere fantascientifico di grande successo come Saturno contro la Terra e poi ritornato, negli anni novanta, in una serie di storie umoristiche insieme a personaggi della Disney realizzate da Carlo Chendi e Luciano Bottaro.

## Storia editoriale
All'inizio degli anni trenta, sulle pagine de L'Avventuroso di Nerbini, imperversava la saga fantascientifica di Flash Gordon, avventuriero dello spazio ideato da Alex Raymond. La Mondadori, nel tentativo di proporre un personaggio da contrapporre al successo di Flash Gordon, pubblicò una serie di storie fantascientifiche a fumetti ideate da Cesare Zavattini della cui casa editrice era all'epoca direttore editoriale per il settore periodici. Dettando il soggetto dell'avventura, Saturno contro la Terra, alla sua segretaria, creò un nuovo e spietato personaggio, Rebo, che dalle desolate lande di Saturno si apprestava a invadere la Terra. Il soggetto di Zavattini passa, quindi, nelle mani di Federico Pedrocchi, che ne scrive la sceneggiatura completa, poi disegnata da Giovanni Scolari, uno dei migliori disegnatori italiani di quegli anni. L'intera epopea, pubblicata fino al 1946, passa sotto il nome di Saturno contro la Terra e vede Rebo aiutato dal traditore Leducq muovere guerra contro il nostro pianeta, ma verrà sconfitto dalle invenzioni e dall'ingegno di due scienziati terrestri: il professor Marcus e il suo assistente Ciro. Il dittatore di Saturno, comunque, viene rappresentato come uno spietato condottiero, una vera e propria rappresentazione del male, indiscusso protagonista in negativo dell'intera saga, nel suo costume verde dal lungo mantello e con un copricapo rosso con la cresta. Il primo racconto, Saturno contro la Terra, viene proseguito e sviluppato con altri come Rebo ritorna, La guerra dei pianeti, L'ombra di Rebo, La nube di gelo, Le sorgenti di fuoco, La sfera d'aria; l'ultimo episodio è La fine del mondo, pubblicato nel 1946.
Il personaggio fu successivamente ispirazione di storie con personaggi della Disney dove viene accentuata ancora di più la sua perfidia, la prima del 1960, Paperino e il razzo interplanetario, e le altre degli anni novanta, Paperino e il ritorno di Rebo, Paperino e l'invasione di Giove. È uno degli esempi migliori della coppia di autori Chendi e Bottaro, che in quegli anni, tra metà dei cinquanta e per tutti i sessanta, furono particolarmente attivi non solo sui periodici Disney. La coppia propose alla Mondadori una riproposta del personaggio che era una parodia di se stesso, con il suo popolo, a causa di lotte civili sanguinose, ridotto ad altri soli due componenti, oltre lui stesso, convenzionalmente indicati con il numero 1 e 2.
Solo con un intero pianeta a sua disposizione, ha tutto il tempo per coltivare le sue manie di grandezza e così decide di invadere il pacifico pianeta di Giove: per fare ciò decide di rapire il massimo esperto terrestre in invenzioni, ma invece di avere tra le mani Archimede Pitagorico, si ritrova semplicemente con Paperino, che gli realizzerà delle armi che verranno facilmente sconfitte dai gioviani, divenendo, così, novello Flash Gordon, eroe planetario.
Il Rebo disneyano, come detto, pur mantenendo il suo carattere di violento despota, è in effetti una caricatura non già del Rebo di fine anni trenta, quanto di tutte quelle figure militari e dispotiche che hanno costellato la storia dell'umanità.
Gli aspetti salienti del personaggio emergono innanzitutto quando questi si rapporta con Paperino durante il suo soggiorno forzato su Saturno. La violenza del personaggio, che minaccia di terribili torture i suoi due sottoposti e arriva a condannare a morte un robot reo di essere pacifista, fa il contrasto con il rapporto reverenziale, quasi da suddito nei confronti di un regnante potente, che ha con lo sfortunato papero vestito alla marinara, erroneamente ritenuto mente geniale. Rebo, infatti, spinto dal desiderio che il genio in cui ha riposto le sue speranze di rivalsa non può minimamente fallire, non si accorge dell'aria spaesata di Paperino, né tantomeno dei suoi errori, pur se all'inizio lo minaccia di morte certa se non seguirà le sue regole.
Altro momento importante nella costruzione della psicologia di Rebo è il momento del test del robot ideato da Paperino: l'automa dimostra una violenza assolutamente devastante che quasi spaventa lo stesso Rebo, favorevolmente impressionato dal lavoro di Paperino e pronto a produrre in serie la sua creatura.
Interessante, di questa storia, è anche esaminare quali possibili fonti hanno ispirato i due autori: oltre alla già citata opera Saturno contro la Terra, non si possono non dimenticare autori come Jules Verne, H. G. Wells, Lewis Carroll, che del fantastico e, perché no, dell'improbabile hanno fatto il loro pane quotidiano.
La saga di Rebo verrà ripresa da Bottaro sul finire degli anni novanta con altre tre avventure, per un totale di quattro, contando anche quella degli anni sessanta.